# Manuel Zarzo
Manuel López Zarzo (auch Manolo Zarzo; * 26. April 1932 in Madrid; † 17. Juni 2025 in Pozuelo de Alarcón) war ein spanischer Schauspieler.

## Leben
Zarzo trat schon in sehr jungen Jahren nach Sprechs-, Gesangs- und Tanzausbildung im Tourneetheater auf, so bis 1948 mit „Los Chavalillos de España“ und drehte 1951 seinen ersten Film; unter Antonio Del Amo spielte er in Día tras día. Es gelang ihm jedoch zunächst nicht, sich beim Film zu etablieren, sodass er zum Theater zurückkehrte. 1957 begann er eine lange Reihe von Charakterdarstellungen; er war in fast 200 Rollen zu sehen. Besonders häufig trat er in Komödien und Italowestern auf.
Zarzos drei Kinder sind ebenfalls als Schauspieler tätig.

## Auszeichnungen
- 1965: Preis der CEC für sein Werk in diesem Jahr
- 1966: Preis der SNE für Nuevo en esta plaza
- 1974: Preis der SNE für Los nuevos españoles

## Filmografie (Auswahl)
- 1960: Die Straßenjungen (Los golfos)
- 1964: Cordoba (Llanto por un bandido)
- 1965: Die 317. Sektion (La 317e section)
- 1965: Il piombo e la carne
- 1965: Lo sceriffo che non spara
- 1965: 7 goldene Männer (7 uomini d'oro)
- 1966: Die 7 Pistolen des McGregor (7 pistole per i MacGregor)
- 1966: Ohne Dollar keinen Sarg (El precio de un hombre)
- 1966: Das Superding der 7 goldenen Männer (Il grande colpo dei 7 uomini d'oro)
- 1968: Kommandounternehmen Burning Eagle (Comando suicida)
- 1968: Der letzte Zug nach Durango (Un treno per Durango)
- 1968: Riusciranno i nostri eroi a ritrovare l’amico misteriosamente scomparso in Africa?
- 1968: Weiße Westen für Ganoven (Uno scacco tutto matto)
- 1969: Blutiges Blei (Il prezzo del potere)
- 1970: Eifersucht auf italienisch (Dramma della gelosia)
- 1970: Entführt Rommel! (Consigna: matar al comandante en jefe)
- 1970: Der feurige Pfeil der Rache (L'arciere di fuoco)
- 1972: Coartada en disco rojo
- 1973: Der Clan der Killer (Un tipo con una faccia strana ti cerca per ucciderti)
- 1973: Gott schützt die Liebenden
- 1974: Dick Turpin
- 1974: Mörder-Roulette (El clan de los inmorales)
- 1978: Unheimliche Begegnung in der Tiefe (Incontri con gli umanoidi)
- 1980: Großangriff der Zombies (Incubo sulla città contaminata)